# محمد رجب البيومي
الدكتور محمد رجب البيومي، (1923 - 2011)، هو اديب كاتب وشاعر مصري. رئيس تحرير مجلة الأزهر السابق، عميد كلية اللغة العربية بالمنصورة سابقاً، والأستاذ المتفرغ بقسم الآداب والنقد بجامعة الأزهر. ولد عام 1923 في الكفر الجديد التابعة لمدينة المنزلة بمحافظة الدقهلية بمصر. نال عالمية الأزهر 1949، ودبلوم معهد التربية 1950، والماجستير 1965، والدكتوراه في الأدب والنقد 1967. توفي يوم السبت 2 ربيع الأول 1432 هـ الموافق 5 فبراير 2011م ودفن عصراً في قريته الكفر الجديد مركز المنزلة محافظة الدقهلية.
كتب في مجلة الرسالة الشهيرة منذ عام 1948 وكان صديقا شخصيا لأحمد حسن الزيات والإمام عبد الحليم محمود والشيخ محمود شلتوت والشيخ محمد سيد طنطاوي وهو تلميذ محمد فريد وجدي ومحب الدين الخطيب.
عمل مدرساً بالإسكندرية عام 1948 ثم بالفيوم ثم مدرسا في مدرسة المنصورة الثانوية بنين من بين عامي 1958و حتى 1961 وقد لفت انتباه وزير التعليم آنذاك، ثم عمل أستاذًا بجامعه الأزهر وأعير إلى السعودية وكون صداقه قويه بصاحب مجلة المنهل وأثناء الإعارة فقد زوجته وألف ديوان «حصاد الدمع» ثم بعد العودة عين عميدا لكليه اللغة العربية بالمنصورة لمده عشر سنوات وله سبع بنات وولد واحد هو حسام يعمل طبيبا للأطفال. هذا وهو يكتب منذ الخمسينات بمجلة الأزهر والهلال والرسالة والثقافة والأديب اللبنانية وجريده صوت الأزهر وتلتزم دار سنا الفاروق بطباعه أعماله ومنها ظلال من حياتي. عمل مدرساً بالمدارس الثانوية، ثم انتقل إلى كلية اللغة العربية مدرساً، فأستاذاً مساعداً، فأستاذاً، فرئيساً لقسم الأدب والنقد، فعميداً للكلية، فأستاذاً متفرغاً.

## مؤلفاته
1. من شعر الجهاد في العصر الحديث، بالاشتراك مع الدكتور عبد القدوس أبو صالح، جامعة الإمام محمد بن سعود، ط1، 1405هـ/ 1985م. مؤسسة الرسالة بيروت، ط2، 1413هـ/ 1993م.
2. البيان القرآني، أصدره مجمع البحوث الإسلامية بالأزهر.
3. خطوات التفسير البياني، أصدره مجمع البحوث الإسلامية بالأزهر.
4. البيان النبوي، أصدرته دار الوفاء للنشر.
5. أدب السيرة النبوية عند الروَّاد المعاصرين، أصدرته اللجنة العليا للدفاع عن الإسلام بالأزهر.
6. الأدب الأندلسي بين التأثر والتأثير، أصدره المجلس العلمي لجامعة الإمام محمد بن مسعود بالرياض.
7. النقد الأدبي للشعر الجاهلي، أصدره المجلس العلمي لجامعة الإمام محمد بن سعود بالرياض.
8. أحمد حسن الزيات بين البلاغة والنقد، أصدرته دار الأصالة، بالرياض.
9. دراسات أدبية، أصدرته دار السعادة، بمصر.
10. نظرات أدبية (4 أجزاء)، أصدرته دار زهران، بمصر.
11. حديث القلم، أصدره النادي الأدبي، بجدة.
12. قطرات المداد، أصدره النادي الأدبي، بجدة.
13. التفسير القرآني، أصدرته المؤسسة العربية الحديثة.

#### دواوينه الشعرية
- من نبع القرآن، 1983 دار الأصالة، بالرياض
- حصاد الدمع، 1983 دار الأصالة، بالرياض
- صدى الأيام، 1984 مطبعة السعادة
- حنين الليالي، 1986، مطبعة السعادة

#### مسرحيات شعرية
- ملك غسان 1984، مكتب الجامعات للنشر
- انتصار، فوق الأبوة، (في كتاب واحد)، مطبعة السعادة، 1985.

## أعمال إبداعية أخرى
- فاتنة الخورنق، قصة أدبية، دار الأصالة، بالرياض، 1984.
- في قصور الأمويين، مشاهدة تاريخية، مطبعة السعادة.

### كتب تاريخية
1. الأزهر بين السياسة وحرية الفكر، دار الهلال.
2. مواقف خالدة لعلماء الإسلام، دار الهلال.
3. النهضة الإسلامية في سير أعلامها المعاصرين (5 أجزاء)، دار القلم في دمشق، والدار الشامية في بيروت.
4. ابن حنبل، عن مجمع البحوث بالأزهر.
5. مع الأبطال، دار القلم، بيروت.
6. صفحات هادفة من التاريخ الإسلامي، المؤسسة العربية الحديثة.
7. من القصص الإسلامي (جزءان)، المؤسسة العربية الحديثة.

### من سلسلة إسلاميات
1. النهضة الإسلامية في سير أعلامها المعاصرين (6 أجزاء)
2. في ميزان الإسلام (جزءان).
3. من منطلق إسلامي (جزءان).
4. مجالس العلم في حرم المسجد.
5. المثل الإسلامية.
6. في ظلال السيرة.
7. من شرفات التاريخ.
8. قضايا إسلامية (جزءان)، دار الوفاء بالمنصورة.

### مجموعة قصص الأطفال، في أجزاء متوالية
أصدرتها دار الأصالة، ودار القاسم بالرياض عام 1985:
1. المغامر الشجاع
2. المهمة العالية
3. مؤامرة فاشلة
4. الفارس الوفي
5. يوم المجد
6. دجال القرية
7. الحبل الأسود
8. الفتاة المثالية
9. إلى الأندلس
10. رحلة الخير
11. الله معي
12. بطل شيبان
13. إلى الإسلام
14. لست وحدي
15. حكمة الله
16. الأصل الطيب

## الجوائز الأدبية
1. جائزة شوقي بالمجلس الأعلى للفنون والآداب بمصر، سنة 1961م، عن المسرحية الشعرية (انتصار).
2. جائزة مجمع اللغة العربية الأولى، عن المسرحية الشعرية (فوق الأبوة) سنة 1962م.
3. جائزة مجمع اللغة العربية بالقاهرة سنة 1963م، عن ديوانه الشعري (صدى الأيام).
4. جائزة مجمع اللغة العربية بالقاهرة الأولى سنة 1964م، في الدراسات الأدبية عن كتاب (الأدب الأندلسي بين التأثر والتأثير).
5. جائزة مجمع اللغة العربية بالقاهرة سنة 1965م، في التراجم الأدبية عن حياة (محمد توفيق البكري).
6. جائزة مجمع اللغة العربية سنة 1972م، عن المسرحية الشعرية (بأي ذنب).
7. جائزة وزارة التربية والتعليم سنة 1958م، عن المسرحية الشعرية (ملك غسان).

(جوائز مجمع اللغة العربية في المسرحية الشعرية 1962، 1972، وفي الشعر 1963، وفي النقد الأدبي 1964، وفي الترجمة للأعلام 1965)
يحكي أن.قال الراوي.من شرفات التاريخ.وكلها تتناول التاريخ الإسلامي وأهم شخصياته في صوره قصص يستخلص بها العبر ويكشف بها عن مكنونات الصدور ويعرض للمؤامرت. وطبعت له الدار المصرية اللبنانية كيف عرفت هؤلاء. وله في دار القلم النهضة الإسلامية في سير أعلامها المعاصرين.

## وصلات خارجية
- باب كوم
- رابطة أدباء الشام